# Abrocoma boliviensis
Espèce
Statut de conservation UICN

 CR B1ab(i,ii,iii) : 
En danger critique
Abrocoma boliviensis est une espèce de petits rongeurs de la famille des Abrocomidae dont les membres, originaires de la Cordillère des Andes, sont appelés aussi rats-chinchillas. endémique de Bolivie, c'est une espèce menacée de disparition qui est passée de vulnérable (VU) en 1996 à danger critique (CR) en 2008 selon les estimations de l'UICN.
L'espèce a été décrite pour la première fois en 1990 par le zoologiste américain William E. Glanz et son compatriote mammalogiste Sydney Anderson.

## Répartition

Distribution dAbrocoma boliviensis en Amérique du Sud

On rencontre cette espèce en Bolivie.